# Arctia bipunctata
Arctia bipunctata är en fjärilsart som beskrevs av Statt. 1934. Arctia bipunctata ingår i släktet Arctia och familjen björnspinnare. Inga underarter finns listade i Catalogue of Life.